# Jawor (gromada)
Jawor (od 1 I 1972 Godziszowa) – dawna gromada, czyli najmniejsza jednostka podziału terytorialnego Polskiej Rzeczypospolitej Ludowej w latach 1954–1972.
Gromady, z gromadzkimi radami narodowymi (GRN) jako organami władzy najniższego stopnia na wsi, funkcjonowały od reformy reorganizującej administrację wiejską przeprowadzonej jesienią 1954 do momentu ich zniesienia z dniem 1 stycznia 1973, tym samym wypierając organizację gminną w latach 1954–1972.
Gromadę Jawor z siedzibą GRN w mieście Jaworze (nie wchodzącym w skład gromady) utworzono 1 stycznia 1960 w powiecie jaworskim w woj. wrocławskim z obszarów zniesionych gromad Snowidza i Małuszów (bez wsi Żarek) w tymże powiecie. Dla gromady ustalono 25 członków gromadzkiej rady narodowej.
1 stycznia 1970 do gromady Jawor włączono obszar gruntów SON Snowidza o powierzchni 100,59 ha z miasta Jawora w tymże powiecie.
1 stycznia 1972 gromadę Jawor zniesiono przez przeniesienie siedziby GRN z Jawora do Godziszowej i zmianę nazwy jednostki na gromada Godziszowa.